# Villers-la-Ville (Frankrijk)
Villers-la-Ville is een gemeente in het Franse departement Haute-Saône (regio Bourgogne-Franche-Comté) en telt 164 inwoners (2011). 

## Geografie
De oppervlakte van Villers-la-Ville bedraagt 5,87 km², de bevolkingsdichtheid is 27,9 inwoners per km².

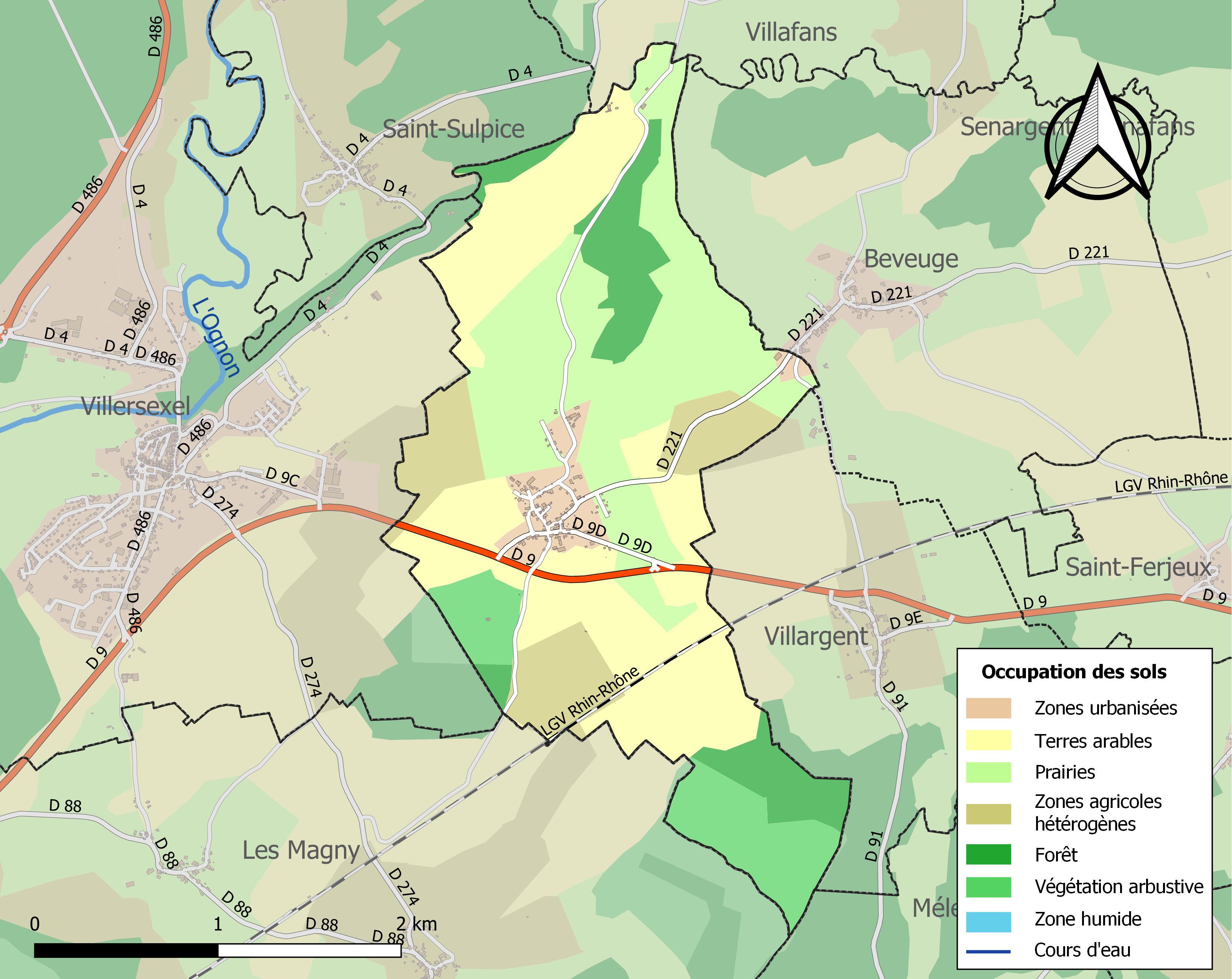
Kaart van de gemeente met de belangrijkste infrastructuur, bodemgebruik en omliggende gemeenten

## Demografie
Onderstaande figuur toont het verloop van het inwonertal (bron: INSEE-tellingen).

1. ↑  Populations de référence 2022.